# Yakuza (Computerspiel)
Yakuza (jap. 龍が如く, Ryū ga Gotoku, dt. „So wie ein Drache“) ist ein von Sega für die PlayStation 2 entwickeltes und vertriebenes Action-Adventure aus dem Jahr 2005. Es handelt von Kazuma Kiryu, einem ehemaligen Mitglied der japanischen Mafia (Yakuza), der nach zehn Jahren in Haft unmittelbar in den Machtkampf um die Vorherrschaft seines ehemaligen Clans gerät.
Obwohl in Asien sehr erfolgreich und international von der Fachpresse gelobt, verkaufte sich das Spiel im Westen trotz der vollständigen Lokalisierung (englische Synchronisation, dazu Untertitel in mehreren Sprachen) und einer groß angelegten Werbekampagne nicht den Erwartungen entsprechend. Dennoch erhielt der Titel mehrere Fortsetzungen, die mit größerer Zeitverzögerung schließlich auch auf dem europäischen und amerikanischen Markt veröffentlicht wurden. 2016 veröffentlichte Sega mit Yakuza Kiwami zudem ein Remake des Spiels in überarbeiteter Grafik, mit verbesserten Spielfunktionen und kleineren Anpassungen der Erzählung.

## Handlung
Das Spiel erzählt vom Leben des Kazuma Kiryu, eines Mitglieds des Tojo-Clan der lokalen Yakuza.
Nachdem er für seinen besten Freund, Akira „Nishiki“ Nishikiyama, ins Gefängnis ging und nach zehn Jahren entlassen wird, muss Kazuma erkennen, dass sich während seiner Abwesenheit einiges im fiktiven tokioter Stadtviertel Kamurocho (einer Nachbildung von Kabukichō, eines Stadtteils von Shinjuku) verändert hat. Aufgrund des Verbrechens, das Kazuma auf sich genommen hat, ist er bei den Yakuza nicht länger willkommen, weshalb er beschließt, seine alte Flamme Yumi Sawamura aufzusuchen, jedoch feststellen muss, dass sie wie vom Erdboden verschluckt ist. Zu guter Letzt stellt sich heraus, dass Nishiki, dessen Strafe er verbüßte, mittlerweile selbst Boss eines Clans ist. Ehrgeiz und Größenwahn haben ihn verändert und ihm ist jedes noch so rücksichtslose Mittel recht, um die Herrschaft über die Unterwelt Kamurochos zu erlangen.
Die Vormachtstellung des Tojo-Clans innerhalb der Yakuza ist brüchig und die darunter vereinigten Clans kämpfen seit geraumer Zeit um Macht und Einfluss. Dieser Machtkampf könnte jedoch bald ein Ende haben, denn dem Tojo-Clan wurden zehn Milliarden Yen gestohlen. Der, dem es gelingt, das Geld zu finden, kann den Führungsanspruch auf die Unterwelt Kamurochos stellen.

## Spielprinzip
Yakuza wurde häufig mit Segas Shenmue-Serie (1999–2002) verglichen, an der Toshihiro Nagoshi, Produzent und Supervisor von Yakuza und seiner Sequels, ebenfalls beteiligt war.
Vergleichbar mit Shenmue kann sich der Spieler in einer eingeschränkt interaktiven Welt bewegen, die er, ähnlich Open-World-Spielen wie der Grand-Theft-Auto-Saga, frei erkunden kann. Um die Geschichte voranzutreiben, akzeptiert Kazuma Aufträge von NPCs. Diese enden, nicht selten, in einem Schlagabtausch.
Wie in Shenmue wechseln sich typische Adventure-Elemente mit actionreichen Nahkampfsequenzen ab. Dabei muss der Spieler zum Vorankommen einen oder mehrere Gegner durch das Ausführen von Martial-Arts-Angriffen oder durch die Nutzung von Gegenständen als Waffe bezwingen. Außerdem stehen ihm s.g. „Heat“-Attacken zur Verfügung, die besonders viel Schaden verursachen, sich allerdings nur ausführen lassen, wenn eine dafür vorgesehene Leiste, die „Heat Gauge“, entsprechend gefüllt ist. Je mehr „Heat“ man hat, desto vernichtender sind die dadurch möglichen Attacken. „Heat“ erhält man durch erfolgreich ausgeführte Kombos und besiegte Feinde. Im Laufe des Spiels können Kazumas Fertigkeiten, wie etwa seine Schlagkraft oder Geschwindigkeit, durch das Aufleveln mittels Erfahrungspunkten gesteigert werden, außerdem trifft er auf Personen, die ihn zusätzliche Kampftechniken lehren können.
Abseits von Aufträgen und Kämpfen bietet Yakuza einen Einblick in das Nachtleben einer japanischen Großstadt mit seinen Spielhallen, Lokalen, Kabaretts und Casinos. All diese Orte bereichern das Gameplay durch diverse Minispiele. Typisch japanisch ist insbesondere der Dialog mit Hostessen, die, je nach Antwort, unterschiedlich reagieren und sich sogar in Kazuma verlieben.

## Rezeption
Yakuza erhielt mehrheitlich positive Bewertungen (Metacritic: 75 %).

“Yakuza vividly portrays modern Japan and its organized crime families, but it pulls its punches before delivering a truly great action game or a completely satisfying story.”

„Yakuza porträtiert lebhaft das moderne Japan und seine Familien des organisierten Verbrechens, aber es agiert zu zögerlich, um ein wirklich großartiges Actionspiel oder eine vollkommen zufriedenstellende Geschichte abzuliefern.“

## Neuveröffentlichungen

### Ryū ga Gotoku 1&2 HD edition
Am 1. November 2012 veröffentlichte Sega ein HD-Remaster der beiden ersten Yakuza-Teile für PlayStation 3 auf dem japanischen Markt.
Am 8. August 2013 wurde die Serie mit der Portierung des HD-Remasters für Wii U erstmals auf einer anderen Konsolenfamilie veröffentlicht.

### Yakuza Kiwami
Am 21. Januar 2016 veröffentlichte Sega in Japan mit Ryu ga Gotoku: Kiwami (龍が如く：極) eine überarbeitete Version des ursprünglichen Spiels für PlayStation 3 und 4. Es gleicht das Spiel technisch wie inhaltlich an das zuvor veröffentlichte Yakuza 0, eine Vorgeschichte zum ersten Teil, an. Dadurch kann der Spieler in den Kämpfen nun übergangslos zwischen vier verschiedenen Kampfstilen wechseln. Auch die Grafik wurde deutlich überarbeitet und die Handlung durch neue Spielabschnitte und kleinere Anpassungen von Logiklücken im Bezug auf die restliche Serie bereinigt.

## Filmadaptionen
Im Jahr 2007 erschien eine Filmadaption des Stoffes mit dem Namen Like a Dragon unter der Regie von Takashi Miike.

## Fortsetzungen
Ein Nachfolger, Yakuza 2, ist in Japan am 7. Dezember 2006 unter dem Titel Ryū ga Gotoku 2 erschienen, welcher erst Ende September 2008 in den USA und Europa veröffentlicht wurde. Für die PlayStation 3 erschien mittlerweile ein Ableger namens Ryū ga Gotoku Kenzan!, welcher im japanischen Mittelalter spielt, sowie Ryū ga Gotoku 3.
Ein Jahr nach der japanischen Erstveröffentlichung erschien am 18. März 2011 Yakuza 4 in Europa, in dem erstmals vier statt nur einem Protagonisten gespielt werden können. Yakuza 5 wurde im Dezember 2012 veröffentlicht, welches im Westen erst im Dezember 2015 einschließlich aller DLCs und nur über Sonys PlayStation Store erhältlich ist.
Am 24. Januar 2017 wurde fast zwei Jahre nach dem japanischen Release auch das Prequel Yakuza 0 (Yakuza Zero) im Westen veröffentlicht und erreichte gemeinsam mit dem am 29. August 2017 erschienenen Yakuza Kiwami (japanisches Release Januar 2016), welches das stark erweiterte und von Grund auf modernisierte Remake des Originals von 2005 ist, neue Spielergruppen, die nun in die Serie einsteigen konnten, ohne Bedenken wegen der komplexen Handlung oder der fortlaufenden Geschichte zu haben.
Das am 8. Dezember 2016 in Japan erschienene Yakuza 6 – The Song of Life wurde am 17. April 2018 im Westen veröffentlicht.
Am 18. Januar 2020 wurde in Japan Yakuza: Like a Dragon unter dem Titel Ryū ga Gotoku 7: Hikari to Yami no Yukue veröffentlicht, mit einer Veröffentlichung im Westen am 10. November 2020.
Das nächste Spiel der Hauptreihe, Like a Dragon: Infinite Wealth, (in Japan als Ryū ga Gotoku 8) wurde am 26. Januar 2024 weltweit veröffentlicht.